# Araucaria nemorosa
Araucaria nemorosa — вид хвойних рослин родини араукарієвих.

## Поширення, екологія
Цей вид є ендеміком в районі Порт Бойсе в південній Новій Каледонії, де проживає на висотах від 20 до 185 м. Основна популяція цього виду відбувається на плато тільки всередині країни в межах 20–40 м над рівнем моря. Дерева стоять у невеликих групах або широко розставлені серед низького (до 10 м) і відкритого до щільного вічнозеленого лісу або чагарнику з вкрапленнями майже чорних, кам'янистих районів. (cuirasse) майже позбавлена рослинності.

## Морфологія
Дерево до 15 м заввишки, з овальною або конічною кроною. Молоді листки голчасті, ланцетні, загнуті всередину, відносно товсті. Дорослі листки черепицясті, ланцетні, вузькі, лускаті, 6–10 мм довжиною 1,5–3 мм шириною, вершина пряма, гостра й увігнута. Чоловічі шишки циліндричні, 8 см довжиною 14 мм шириною, мікроспорофіли трикутні. Жіночі шишки яйцеподібні, 11 см довжиною 5–9 см шириною. Насіння до 30 мм довжиною, горішки дещо прямокутні, крила широко яйцюваті.

## Використання
Вид збирали для локального використання деревини в минулому і це все ще триває на місцях.

## Загрози та охорона
Навколо Порт Бойсе він вразливий для збільшення вогню, рідких рубок і розширення людського житла. Субпопуляція в Форе Норд знаходиться в новому гірничодобувному районі.